# Mykoła Wołkow
Mykoła Mychajłowycz Wołkow, ukr. Микола Михайлович Волков, ros. Николай Михайлович Волков, Nikołaj Michajłowicz Wołkow (ur. 10 października 1954 we wsi Siniawka, w obwodzie lipieckim, Rosyjska FSRR) – ukraiński piłkarz pochodzenia rosyjskiego, grający na pozycji obrońcy, trener piłkarski.

## Kariera piłkarska
Wychowanek Szkoły Piłkarskiej w Jelcu. Rozpoczął karierę piłkarską w studenckiej drużynie SKIF Leningrad, reprezentującej Leningradzki Instytut Kultury Fizycznej im. P.F. Lesgafta, w którym studiował w latach 1972-1976. Oprócz Sportowego Klubu Instytutu występował w zespołach amatorskich Miasokombinat Leningrad i Torpedo Gatczyna. Latem 1976 został piłkarzem Awanhardu Równe. W 1978 przeszedł do Torpeda Równe, w którym zakończył karierę piłkarza w roku 1981.

## Kariera trenerska
Po zakończeniu kariery piłkarza rozpoczął pracę szkoleniowca. Już od 1978 pracował w Szkole Sportowej w Równem. W latach 1985–1988 pomagał trenować Awanhard Równe, a na początku 1989 został mianowany na stanowisko głównego trenera Awanhardu Równe, którym kierował do lata, a potem jako asystent trenera kontynuował pracę do zakończenia sezonu 19893. W 1990 powrócił do pracy w Szkole Sportowej w Równem. W 1991-1996 trenował też amatorski Radiotechnik Równe. W 1998 wyjechał w rodzime strony do Rosji, gdzie prowadził FK Jelec, z którym w 2000 awansował do Wtoroj Ligi. W 2002 powrócił do Równego i potem trenował zespół Ikwa Młynów. W 2004 ponownie przystąpił do pracy w Szkole Sportowej w Równem. W 2005 trenował amatorski zespół Koływań Klewań. W kwietniu 2006 ponownie objął prowadzenie Weresu, z którym pracował do października 2006. Od stycznia 2010 do października 2011 prowadził klub Sławija Równe. Potem trenował amatorski zespół FK Sadowe.